# 東京ゴルフ倶楽部
東京ゴルフ倶楽部（とうきょうゴルフくらぶ）は、 埼玉県狭山市柏原に広がるゴルフ場である。

## 歴史

### 日本人の手で倶楽部を
大正時代の関東のゴルフ場は、1906年（明治39年）に横浜市の根岸競馬場に開場した「ニッポン・レース・クラブ・ゴルフィング・アソシエーション」（NRCGA、通称・横浜根岸コース、9ホール）の一カ所しかなかった。「東京ゴルフ倶楽部」が駒沢村に開場されたのが1913年（大正2年）、日本で最初に開場された「神戸ゴルフ倶楽部」（兵庫県、1903年（明治36年）開場）の11年後だった。神戸と根岸の他には、「長崎県、雲仙ゴルフ場」（1913年（大正2年）開場）、「鳴尾ゴルフ倶楽部」（兵庫県、1920年（大正9年）開場）などが開場していた。
英国や米国でゴルフを覚えた日本人は、これらのゴルフ場でたまにプレーする程度であってため、満たされない思いがあった模様である。そうしたことから、東京の近郊に自分たちのゴルフ場を造ろうとの運動が始まった。この運動の中心になって推進したのが、1913年（大正2年）、英米でゴルフを覚えて帰国した横浜正金銀行頭取の井上準之助だった。井上の「ゴルフ倶楽部の建設を」との動きに、貴族院議員の樺山愛輔や横浜生糸の荒川新十郎らの賛同を得た。
井上は米英帰りの同好者に声をかけ、虎ノ門の社交倶楽部「東京倶楽部」の会員を勧誘して、「東京ゴルフ会（東京ゴルフ・アソシエーション）」を組織し、出資者を募った。井上、樺山、荒川のほか、村井銀行の村井五郎、帝国生命の朝吹常吉などが出資者となり、そのまま発起人となった。井上は心配していた、俱楽部が出来ても会員が集まらなければ、借地費用が払えない恐れがあったことである。要人に働きかけた結果、創立発起人は計45人となった。
また、井上は銀行家らしく、建設資金だけでなく他に3万5千円の資金を集めて、その資金で神戸の水道公債を求め、万が一経営が行き詰っても、公債の利子で地代が滞らないように準備された。しかし、井上の経理上の心配は全く当たらなかった、それどころか会員は増加する一方で、倶楽部は発展していった。駒沢コースの計画は、最初は9ホールの建設で、コース建設用地は3万坪、一月の地代は坪当たり5厘で借りることになった。地主との借地契約の調印は、地主の希望で井上の自宅で行われた、銀行の頭取の住まいがどんな物なのか確認したかったのである。

### 駒沢コースの開場
ゴルフ場用地は、東京府荏原郡駒沢村深沢（通称・「大切山（でんぎりやま）」、現・東京都世田谷区駒沢公園、駒沢オリンピック公園）の雑木林や畑地4万坪を年1500円、20年契約で、井上準之助個人の名義で借りた。買わずに借りたことで、のちに苦労することになった。
1913年（大正2年）1月22日、ゴルフ場が着工された。当時の日本にはコース設計者がいなかったため、横浜根岸の競馬場内にある日本レース倶楽部所属のシングル・プレーヤーのF・E・コルチェスターとG・G・ブレディに設計を依頼した。同年5月、6ホールが完成し仮オープン、駒沢コースは東京に初めて出来たゴルフ場となった。
1924年（大正13年）10月、東京ゴルフ倶楽部が中心となり、ジャパン・ゴルフ・アソシエーション（JGA・日本ゴルフ協会）が創立された。JGA創立以降、在留外国人が創設した神戸ゴルフ倶楽部や、上記のNRCGA横浜根岸コースで創始された日本アマチュア選手権競技は、1925年（大正14年）から日本人の手で運営されることになった。
当時、一般にはゴルフはまったく知られていなかったが、ただ、多くの会員は井上に義理立てした幽霊会員であったので、ゴルフ場が開いていても、10日間だれも来ない状況が起きた。そこで、グリーン・フィーやコース使用料を徴収することを考え、コース用地を賃借または所有し、株主で組織する「東京ゴルフ倶楽部」に賃貸する目的で、1926年（大正15年）1月18日、東京市芝区高輪南町に「東京ゴルフ株式会社」が設立された。この発起人は、井上準之助、樺山愛輔、森村開作、串田萬蔵、成瀬正恭、赤星陸治、田中実で、森村が総代となった。東京ゴルフ株式会社は、程ヶ谷ゴルフ株式会社が1921年（大正10年）に実施した方式を取り入れた。
クラブハウスは、上野の不忍池にあった大正天皇御即位記念大正博物館の迎賓館が移築された。このクラブハウスの姿は、倶楽部選手権競技の銀杯に彫刻されており、コース側から見たクラブハウスとその周囲の景観を見ることが出来る。また、銀杯は米国大使のガスリーから寄贈されたものである。東京ゴルフ倶楽部の創設時の駒沢コースの様子を見ることが出来る。
完成したコースには村道が残っていた、1番ホールを横切っている村道は通行人が通り牛車が通っていた、村道に入った球は罰なしでドロップした。6番と7番ホールを横切る村道は通行人が無いことから、芝が伸びてフェアウェイ化してしまった。開場後、間もなくして村役場から、村道の使用料を払えとの申入れが出てきた。村道をゴルフ場として使用しているからと、開場から今までの使用料を請求してきたのである。この事が、後の朝霞コースの用地取得に良い経験になった。

### 増設18ホールが完成
1926年（大正15年）5月9日、さらに9ホールのゴルフ場が完成し、駒沢コースは18ホール規模のゴルフ場となった。増設の際のコース設計は、コルチェスターとブレディに加え、新たに赤星四郎や大谷光明が担当した。駒沢コースの規模は、アウトコースは2,905ヤード・パー35、インコースは2,383ヤード・パー31だった。コース用地の農地の交渉が難しく、十分な確保ができなかったため、距離の短いホールが多くなった。
この18ホール開場記念競技会で、赤星四郎が優勝。69＋79=148、ハンデ3でネット142、2位は岡庄五で、84＋83=167ハンデ12でネット143だった。
同年9月1日、東京ゴルフ倶楽部の婦人ゴルファーと関西婦人ゴルフ倶楽部の第1回親善対抗競技が行われ、関東が勝利した。
その後、東西の婦人ゴルフ競技は、「関東関西婦人ゴルフ対抗競技」と名称変更された。なお、女性ゴルファーが所属するクラブは、関東では東京ゴルフ倶楽部だけだった。関西ではすでに神戸ゴルフ倶楽部、茨木カンツリー倶楽部、舞子カンツリー倶楽部などに女性ゴルファーがいて「関西婦人ゴルフ倶楽部」が組織されていた。特筆すべきは、男子のアマチュア東西対抗競技が開始されたのが、1927年（昭和2年）であるから、東西の婦人ゴルフ対抗競技の方が早かったのである。この女子競技の影響により、同年に男子アマチュア東西対抗競技が始まった。
1927年（昭和2年）10月、第1回シニア倶楽部選手権競技が開始され、高木喜寛が優勝、紅葉館で祝宴が催された。同年10月、日本アマチュア選手権が開かれ、野村駿吉が優勝。
1928年（昭和3年）5月、第2回日本オープンゴルフ選手権が開催され、程ヶ谷所属の浅見緑蔵が優勝した。この日本オープン選手権開催時は、駒沢コースは全長5,700ヤード、パー72に拡張されていた。
日本オープン終了後、東京ゴルフ倶楽部は新たに2万3千坪の土地を購入、総面積は13万坪に拡大することになった。大谷光明が改造設計を担当し、赤星六郎・白石多士良がこれに協力。1929年（昭和4年）春、新しい18ホールが完成、アウトコース3,136ヤード、パー36、インコース3,215ヤード、パー36、全長6,351ヤード、パー72と、各ホールのヤーデージが大幅に改良された。だが、地代の値上げが問題化してきた。駒沢コース開場後15年を経て、地代は7倍に増えていた。さらに、駒沢コース周辺地域の住宅地化が進んできた。
- 上空から見た駒沢コース風景[1]
- 馬に引かせての芝刈り風景[1]
- 大正11年頃のプレー風景[1]
- 赤星兄弟のスコア・カード[1][注釈 1]
- 駒沢コースの平面図18ホール[1]

### 国際親善と新天地の夢
1929年（昭和4年）10月、親善競技のためハワイ・アマチュア・チームが来日。同月29日、駒沢コースのクラブハウスで歓迎晩餐会が行われた。日本・ハワイの親善競技は、関東と関西で開催され、日本が2勝3引分の成績だった。ハワイ・チームは、駒沢コースを皮切りに、程ヶ谷カントリー倶楽部（神奈川県、1922年（大正11年）開場）、武蔵野カンツリー倶楽部・六実コース（千葉県、1926年（昭和元年）10月開場、1944年（昭和19年）閉鎖）、川奈ホテルゴルフコース・大島コース（静岡県、1928年（昭和3年）開場）、茨木カンツリー倶楽部（大阪府、1923年（大正12年）開場）、宝塚ゴルフ倶楽部(兵庫県、1926年（昭和元年）開場)、鳴尾ゴルフ倶楽部（兵庫県、1920年(大正9年)開場）でプレーし、日本のコースについての感想を述べた。
「日本のベスト・コースは「茨木カンツリー倶楽部」である、各ホールの様相が異なっていて、距離がありハザードも厳しい、フェアウェイの幅も適当である。「程ヶ谷カントリー倶楽部」は、アップダウンが激しすぎる。「武蔵野カンツリー倶楽部・六実コース」は、ドッグレッグコースが多すぎる。「東京ゴルフ倶楽部・駒沢コース」は、公園のようで単調すぎる」。などの発言があった。
また、次のような解決策を提案があった、「英国や米国からコース設計家を招き、既設のコースの改修をし、新たなコースの設計を依頼してはどうだろう」。この提案により、日本ゴルフ界、東京ゴルフ倶楽部はショックを受けた。高額な借地料に苦慮していたこともあり、「新天地で、自前の土地で、海外の一流設計者を招いて、世界に誇れるチャンピオン・コースを建設しよう」との動きが活発となった。
このころ地主が、近隣の三越倶楽部（1918年（大正7年）開場）の地代を知り、東京ゴルフ倶楽部に賃料の値上げを通告した。このためクラブの移転先問題が益々強まった。程ヶ谷、霞ヶ関、相模などが候補地として上がったが、交通の便が悪いとして敬遠された。
駒沢コースの敷地の20年借地契約の満了年だった1933年（昭和8年）、倶楽部は埼玉県新座郡膝折村（現・朝霞市）への移転を決定した。

### 巨費かけ朝霞コース開場
日本のゴルフコースは、この頃まで、素人設計のコースだったため、常に改造が繰り返され、そのたびに経費が掛かっていた。それを打開するため、「朝霞コース」着工にあたっては、初期に費用がかさんでも外国のコース設計家に依頼を試みようとした。大谷光明はイギリスで名設計家として定評のあったハリー・コルトを推薦したが、当時68歳の高齢であり、代わってチャールズ・ヒュー・アリソンが来日した。クラブハウスの設計はアントニン・レーモンドが行った。
移転費用は、土地買収費100万円、コース造成費10万円、クラブハウス他建設費10万円の、総額120万円であった（同時期に開場した埼玉県川越市にある霞ヶ関カンツリー倶楽部は総費用12万円であった）。
倶楽部は1932年（昭和7年）5月に移転を完了させた。同コースでは第8回日本オープンゴルフ選手権競技大会（1935年（昭和10年））、第13回日本オープンゴルフ選手権競技大会の開催実績がある。1941年（昭和16年）閉鎖。

### 狭山コースの開場
1940年（昭和15年）、朝霞コースが陸軍予科士官学校用地に決まった。同年10月、東京ゴルフ倶楽部は、埼玉県入間郡柏原村1984番地（現・狭山市柏原）の秩父カントリー倶楽部と対等の条件での合併契約書を取り交わし、同年11月20日、東京丸ノ内の東京会館で新「東京ゴルフ倶楽部」創立総会を開催した。理事長に旧東京ゴルフ倶楽部の後藤文夫が就任した。
同年12月15日、かねてから造成中だった18ホール規模の「秩父新コース」が完成し、開場式を行った。コース設計は大谷光明が、工事は安達商会が行った。これが現在の東京ゴルフ倶楽部のコースである。南コースとも、柏原コースとも称された。
戦時中は農作物の畑となり、日本陸軍の天祥部隊に接収された。また、倶楽部の名も「東京打球会」と改めさせられた。終戦後の1945年（昭和20年）8月19日から10月1日にかけ天祥部隊が、同年9月25日、陸軍士官学校がそれぞれ撤収した。同年9月30日、9ホールを再開したが、10月2日、米進駐軍第97歩兵部隊が来て、クラブハウスを宿営に借上げると通告。当初はコースの使用は妨げないとのことだった。同年11月2日、米進駐軍により、クラブハウスに米国旗が掲揚され、開場式が行われた。1946年（昭和21年）4月9日、朝霞駐屯の第1騎兵旅団によりコース全域を接収される。
1950年（昭和25年）9月25日、横田航空隊によって再接収され、倶楽部玄関には「Yokota Golf Club」の看板が掲げられた。
1953年（昭和28年）、米軍管理の他のゴルフ場とともに接収を解除され、倶楽部の自主運営を果たした。
この間の1949年（昭和24年）9月、戦争末期に解散されていた関東ゴルフ連盟が復活、東京ゴルフ倶楽部も加盟した。
1955年（昭和30年）、「社団法人東京ゴルフ倶楽部」が発足し運営に当たっている。1963年（昭和38年）、東京ゴルフ倶楽部創立50周年記念事業として、アントニン・レーモンド設計のクラブハウスが完成した。
東京ゴルフ倶楽部は、駒沢コース・朝霞コース・新秩父コース・狭山コースと合わせ、日本オープンゴルフ選手権競技大会の通算7回の開催実績があり、2024年（令和6年）に8度目となる日本オープンゴルフ選手権競技を開催した。大谷光明のレイアウトは現在も基本的に引き継がれている。

## 所在地
- 東京都世田谷区駒沢公園「駒沢コース」 - 1913年（大正2年）12月1日開場 - 1941年（昭和16年）閉鎖
- 埼玉県新座郡膝折村「朝霞コース」 - 1932年（昭和7年）5月開場 - 1941年（昭和16年）3月閉鎖
- 埼玉県入間郡柏原村1984番地「狭山コース」 -  1940年（昭和15年）12月15日開場

## コース情報
- 開場日 - 1913年12月1日（駒沢コース）
- 設計者 - 大谷 光明
- コースタイプ - 林間コース
- プレースタイル - 歩いてのラウンド（1組4人に限る）、全組キャディ付き
- 練習場 - 16打席 250ヤード
- 休場日 - 毎週月曜日、12月31日、1月1日[7]

## 交通アクセス
- 鉄道 - 西武新宿線 - 狭山市駅西口よりクラブバス利用 約20分
- 道路 - 関越自動車道 - 川越ICより 12km 約10分[8]

## メジャー選手権
- 1928年（昭和3年） - 第2回 日本オープンゴルフ選手権競技大会・駒沢コース[9]
- 1935年（昭和10年） - 第8回 日本オープンゴルフ選手権競技大会・駒沢コース[9]
- 1940年（昭和15年） - 第13回 日本オープンゴルフ選手権競技大会・朝霞コース[9]
- 1954年（昭和29年） - 第19回 日本オープンゴルフ選手権競技大会[10]
- 1964年（昭和39年） - 第29回 日本オープンゴルフ選手権競技大会[10]
- 1988年（昭和63年） - 第53回 日本オープンゴルフ選手権競技大会[11]
- 2001年（平成13年） - 第66回 日本オープンゴルフ選手権競技大会[11]
- 2024年（令和6年） - 第89回 日本オープンゴルフ選手権競技大会[12]

## エピソード
- 「日本で最初のゴルフ場は駒沢コースだ」と主張する人が、ひと昔まで少なくなかったようである。それは明らかに間違いで、正確に言えば、「日本人のために日本人が造ったゴルフ場」それが駒沢コースなのである[13]。
- 駒沢コースは、現在の駒沢オリンピック公園にあった、公園の入り口付近にあった大正博覧会の迎賓館を譲り受け、移築してクラブハウスとして利用した。当時、ゴルフ場ができる前の駒沢は、明治天皇がウサギ狩りに行幸された原野であった[13]。
- 1932年（昭和7年）、埼玉県膝折村（現、朝霞市）に移転し、コース設計をチャールズ・ヒュー・アリソンに依頼して朝霞コースが開場された。閉鎖した駒沢コースは、東横電鉄系のパブリックコースとして営業された[13]。
- 朝霞コースの使用された芝の種類は、日本で初めて、グリーン、フェアウエイ、ラフのすべてをベント芝に施工された、この点では歴史的なことであった[13]。

## コースレイアウト
- 朝霞グリーン
- コースレーティング／スロープレーティング

| Tee    | 男子       | 女子       |
| ------ | ---------- | ---------- |
| Green  | 74.3 / 134 | 81.0 / 145 |
| Black  | 72.6 / 129 | 78.9 / 140 |
| Blue   | 71.3 / 127 | 77.4 / 137 |
| White1 | 69.7 / 124 | 75.3 / 133 |
| White2 | 69.2 / 133 | 74.7 / 131 |
| Red    | 66.1 / 116 | 70.9 / 123 |

| Tee    | Hole  | 1   | 2   | 3   | 4   | 5   | 6   | 7   | 8   | 9   | Out   | 10  | 11  | 12  | 13  | 14  | 15  | 16  | 17  | 18  | In    | Total |
| ------ | ----- | --- | --- | --- | --- | --- | --- | --- | --- | --- | ----- | --- | --- | --- | --- | --- | --- | --- | --- | --- | ----- | ----- |
| Green  | Yards | 368 | 419 | 519 | 138 | 585 | 445 | 401 | 208 | 471 | 3,554 | 446 | 403 | 226 | 603 | 349 | 542 | 445 | 187 | 460 | 3,661 | 7,215 |
| Black  | Yards | 358 | 386 | 502 | 138 | 554 | 415 | 382 | 194 | 446 | 3,375 | 430 | 369 | 184 | 571 | 340 | 514 | 433 | 179 | 436 | 3,456 | 6,831 |
| Blue   | Yards | 348 | 380 | 484 | 130 | 527 | 403 | 370 | 181 | 426 | 3,249 | 413 | 351 | 170 | 552 | 328 | 495 | 421 | 158 | 422 | 3,310 | 6,559 |
| White1 | Yards | 338 | 373 | 454 | 115 | 504 | 392 | 356 | 163 | 404 | 3,099 | 397 | 334 | 156 | 519 | 297 | 476 | 376 | 146 | 402 | 3,103 | 6,202 |
| White2 | Yards | 338 | 373 | 454 | 115 | 486 | 392 | 340 | 163 | 350 | 3,011 | 397 | 334 | 156 | 519 | 297 | 476 | 376 | 146 | 389 | 3,073 | 6,084 |
| Red    | Yards | 309 | 339 | 434 | 106 | 447 | 334 | 293 | 148 | 345 | 2,755 | 344 | 280 | 120 | 443 | 245 | 365 | 368 | 134 | 343 | 2,642 | 5,397 |
| Par    | Par   | 4   | 4   | 5   | 3   | 5   | 4   | 4   | 3   | 4   | 36    | 4   | 4   | 3   | 5   | 4   | 5   | 4   | 3   | 4   | 36    | 72    |

- 知々夫（ちちぶ）グリーン

| Tee           | Hole  | 1   | 2   | 3   | 4   | 5       | 6   | 7       | 8   | 9       | Out         | 10  | 11  | 12  | 13      | 14  | 15  | 16  | 17      | 18      | In          | Total       |
| ------------- | ----- | --- | --- | --- | --- | ------- | --- | ------- | --- | ------- | ----------- | --- | --- | --- | ------- | --- | --- | --- | ------- | ------- | ----------- | ----------- |
| Green         | Yards | 323 | 409 | 541 | 125 | 536     | 421 | 399     | 184 | 473     | 3,411       | 410 | 407 | 191 | 590     | 356 | 529 | 456 | 145     | 464     | 3,548       | 6,959       |
| Black         | Yards | 313 | 376 | 524 | 125 | 505     | 391 | 380     | 173 | 448     | 3,235       | 394 | 373 | 180 | 558     | 347 | 501 | 444 | 145     | 440     | 3,282       | 6,617       |
| Blue          | Yards | 303 | 370 | 506 | 119 | 478     | 379 | 368     | 160 | 428     | 3,111       | 377 | 355 | 170 | 539     | 335 | 482 | 432 | 134     | 426     | 3,250       | 6,361       |
| White1 White2 | Yards | 293 | 363 | 476 | 114 | 455 437 | 368 | 354 338 | 148 | 406 352 | 2,977 2,889 | 361 | 338 | 160 | 506 489 | 304 | 463 | 387 | 122 110 | 406 393 | 3,047 3,005 | 6,024 5,894 |
| Red           | Yards | 264 | 329 | 456 | 108 | 398     | 310 | 291     | 137 | 347     | 2,640       | 308 | 284 | 132 | 436     | 252 | 352 | 379 | 102     | 347     | 2,586       | 5,326       |
| Par           | Par   | 4   | 4   | 5   | 3   | 5       | 4   | 4       | 3   | 4       | 36          | 4   | 4   | 3   | 5       | 4   | 5   | 4   | 3       | 4       | 36          | 72          |

2024年に日本ゴルフ協会創設100周年を記念して開催された日本オープン選手権では、朝霞・知々夫両グリーンを使用するなど、様々な工夫が凝らされた。その時のコースヤーデージを以下に記す。
| Hole  | 1   | 2       | 3   | 4   | 5   | 6   | 7   | 8   | 9   | Out         | 10  | 11  | 12  | 13  | 14      | 15  | 16  | 17      | 18  | In          | Total       |
| ----- | --- | ------- | --- | --- | --- | --- | --- | --- | --- | ----------- | --- | --- | --- | --- | ------- | --- | --- | ------- | --- | ----------- | ----------- |
| Yards | 368 | 419 409 | 524 | 138 | 585 | 421 | 401 | 184 | 471 | 3,511 3,501 | 430 | 435 | 226 | 603 | 392 385 | 514 | 456 | 187 220 | 464 | 3,707 3,733 | 7,218 7,234 |
| Par   | 4   | 4       | 4   | 3   | 5   | 4   | 4   | 3   | 4   | 35          | 4   | 4   | 3   | 5   | 4       | 4   | 4   | 3       | 4   | 35          | 70          |

2・14・17番のヤーデージは、上側が予選ラウンド、下側が決勝ラウンドで使用されたものである。その他次のような趣向を凝らした。
- 3・6・8・11・16・18番ホールは知々夫グリーンを使用。
- 3番・15番ホール：長いパー4に変更するため、一つ手前のブラック（Black）ティーを使用。
- 10番ホール：一つ手前のブラックティーを使用、ヤーデージを16ヤード短縮。
- 11番ホール：大会用に28ヤード後方にティーを新設。
- 14番ホール：距離延長のため、36ヤード後方の11番ホールのグリーン（Green）ティーを使用。
- 17番ホール：予選ラウンドでは、通常のグリーンティーを使用したが、決勝ラウンドでは、右後方の、知々夫グリーン用のグリーンティーを使用し、長いパー3とした。